# マイク・モンティ
マイク・モンティー（Mike Monty、1936年10月23日– 2006年8月4日）テネシー州チャタヌーガ生まれ。本名マイケル・オドノヒュー（Michael O'Donoghue）（同名の脚本家兼俳優は別人）はアメリカ合衆国の性格俳優で、主に1980年代初頭から2000年代初頭に掛けてフィリピンで製作されたアクション映画の脇役として活躍した。製作総指揮、製作管理、脚本、台詞指導を務めた作品も僅かながらある。
後年、芸名をマイク・モンティーに改名。時にはマイク・モンティ(Mike Monti)、マイク・モンテ(Ｍike Monte)、マイケル・モンティー(Michael Ｍonty)、マイク・モンティー＝ブルース（Mike Monty-Bruce）、マイケル・モンタギュー（Michael Montague）とクレジットされることもある。デール・アポロ・クックとシンシア・カーンが主演した『エターナル・フィスト』（1993年/未/ビデオ/テレビ放映＝WOWOW・1998年）ではミック・モンティー(Mick Monty)を名乗っている。また、片仮名表記の慣用はマイク・モンティだが、『サンドー/地獄の勇者』（1987年/Vシネマ）ではマイク・モンティーとテロップがオープニング・クレジットに打たれている。

## キャリア
渡欧後の動向
元々は米国の俳優だが、スティーヴ・リーヴスやクリント・イーストウッド、リー・ヴァン・クリーフ、ジャック・パランス等の成功に倣って1960年代にイタリアへ数多くの俳優が海を渡った。彼等すべてがスター・ダムにのし上がった訳では無く、無名のまま燻った連中も少なくなかった。モンティもその様な一人である。
当時ブームだったマカロニ・ウエスタンの端役を皮切りに、マカロニ・コンバットと称される戦争アクション群の一本である『戦場のガンマン』（1968年）での作戦演習中に顔面に野球ボールを受けて痣を作る米軍将校の端役で印象的を残すが、殆どエキストラ同然の日々を過ごす。また、ペプラム物やマカロニ・ウエスタンでスターだった米国俳優のリチャード・ハリスンやゴードン・ミッチェルとは当時知り合い、ミッチェルとアパートで同居していたともフランスのインタビュー記事（ナナーランド）に書かれていた。因みに、ハリスン、ミッチェルとは後年『㊙ナチス残酷物語/アフリカ拷問収容所』（1977年/未/ビデオ）でも共演しており、ハリスンとはフィリピンのシルヴァー・スター・フィルム社の『復讐！炎のコマンド』（1983年/未/ビデオ）や『地獄の処刑人』（1984年/未/ビデオ）等でも共演した。
その後はフランス映画や西ドイツ映画にも出演するが、端役ばかりだった。この時期にはユーゴ俳優のゴイコ・ミティック主演の東ドイツ製西部劇にも顔を出している。また、西ドイツで撮影されたテレンス・ヤング監督の『華麗なる相続人』（1979年）にも端役出演した。
フィリピンでの活動状況
鳴かず飛ばずの俳優人生の転機となったのはフランシス・コッポラ監督のベトナム戦争大作『地獄の黙示録』（1979年）以後、戦争映画のロケ地として注目を集めたフィリピンへ渡ったことである。ベトナム戦争を題材にしたアクション物からクライム・アクションまで幅広く脇役出演し、軍人や役人の役が多く、善悪問わずに演じ、時には髪を染めたり、鬘や髭を着けて画面に登場した。始めは禿げ掛かった頭髪と華奢な体格だったが、1990年頃から肉体も筋肉質に変化して行った。『マッド・ソルジャー/裏切りの戦場』（1988年/未/ビデオ）での半裸姿の場面でそれが確認出来る。
出演作品の多くが日本未公開だが、ビデオ発売されたものが約50作品以上あり、2000年代の初頭まで出演活動を続けた。尚、日本では『ファントム・ソルジャー』、『ザ・コマンダー/死からの脱出』（共に1987年）、『バイオレンス・ハンター/黄金の謎』（1988年）、『ブラックコブラ2』（1989年）、『ブルドッグ』（1991年）等が劇場公開された。
多国籍の作品に起用される
この時期にはフィリピンのシリオ・H・サンティアゴ、エディー・ロメロ、イタリアのアントニオ・マルゲリーティ、ルチオ・フルチ、ブルーノ・マッテイ、ロマーノ・スカヴォリーニ、ドイツのクルト・ラーブ、香港のテディー・チウ(テディー・ページ、ジョン・ロイド、アーヴィン・ジョンスン、テッド・ジョンスン、テッド・ヘミングウェイの変名も使用する)、日本の渡辺ケン、室賀厚など様々な国籍の監督作に出演した。室賀が監督したVシネマ『ブローバック2/夕陽のギャングたち』(1992年/Vシネマ)では竹内力と対決する傭兵のボスを貫禄をもって演じた。
出演作品が多いことからフレッド・ウィリアムスンやクリストファー・コネリー、サム・ジョーンズ、ボー・スヴェンスン、マイルズ・オキーフ等のB級ながらも国際的に名の通ったスターとの共演の機会にも恵まれた。
クレジットの有無
出演作品は数多いが、名前がクレジットされないことも度々で、イタリアのフランコ・ガウデンツィ製作の『ストライク・コマンドー（地獄のバトル・コマンドー）』（1986年/未/ビデオ/テレビ放映）では『ランボー』シリーズに於けるリチャード・クレンナ演じるトラウトマン大佐を下敷きにしたハリマン少佐の大役だったが、やはりクレジットされていない。因みに、本作の未使用フッテージが『サイゴン野獣刑事』（1988年）にも流用されている。この時のモンティの声をアテレコしたのがマカロニ・ウエスタンで鳴らしたオーストリア俳優のウィリアム・バーガーだった。
晩年
かつて香港系のシルヴァー・スター・フィルム社作品で共演歴のある渡辺ケンが監督したベトナム戦争物『ブルドッグ』（1991年）を境に、フィリピンで製作された戦争アクション映画は減少の一途を辿っていた。これにはフィリピン経済の低迷と米軍基地の撤退等の社会的な背景もあった。
1990年代初頭にはイタリアの多作のベテラン作家であるジョー・ダマート（アリスティーデ・マッサチェーシ）監督がフィリピン・ロケで『マルコ・ポーロ』（1994年/未ソフト化）等のポルノがかった作品を数本撮っており、モンティーは『愛の迷宮』（1994年/未ソフト化）に脇役出演した。当時のダマート作品にはニック・ニコルスン、スティーヴ・ロジャース、レオ・ガンボア等、かつてフィリピン産アクション映画の名脇役だった俳優も参加している。
この後出演履歴が途絶え、モンティーは半引退状態になるが、2004年には『ストライク・コマンドー』等で組んだブルーノ・マッテイ監督作品『食人族2』（未/ビデオ）で、久々に映画出演を果たした。因みに、マッテイは先述のダマートの弟子筋に当たる人物で、『エマニュエル/異国の情事』（1977年/未/ビデオ）等、数多くの作品でフィルム編集者を経て一本立ちした。
マッテイ監督作品の『墓』（2006年/未ソフト化）では脚本と製作管理、『プリズンアイランド/拷問地獄女刑務所』（2006年/未/DVD）では台詞指導、『アイランド・オブ・ザ・デッド』（2007年/未/DVD）では脚本監督を務めるなど精力的に働き、製作年は不明（インターネット・ムービー・データベースによる）だが、製作総指揮を務めた『東洋脱走』（未ソフト化/ブルーノ・マッテイがピエール・ル・ブラン名義で監督の由）もある。しかし、2006年にマッテイ監督作品のポスト・プロダクション作業中に心臓発作で倒れ、現場であるイタリアのローマで死去した。『アイランド～』はモンティーの生前の功績に捧げるとエンドロールにクレジットされた。

## フィルモグラフィー
1966年
・『怒りの100連発（怒りの百連発）（怒りの100連発銃）』（未/テレビ放映）（DVD＝コッホ・メディア（独）から発売済み）グイド・ズルーリ監督、ジョージ・マーティン（ホルヘ・マルティン）、ゴードン・ミッチェル、パウル・ミューラー、ホセ・ボダロ、ペドロ・サンチェス（イグナチオ・スパラ）出演
1968年
・『戦場のガンマン』（クレジット無し）（東芝映像から発売済み）（DVD＝キング・レコード）フランク・クレーマー（ジャンフランコ・パロリーニ）監督、ジョン・ガーコ（ジャンニ・ガルコ）、クラウス・キンスキー、マーガレット・リー、サル・ボルジェーセ出演
1971年
・『西部の物語』（クレジット無し）（未ソフト化）（輸入ビデオ＝ルミナス（米）から発売済み）マイルズ・ディーム（デモフィロ・フィダーニ）監督、ハント・パワーズ（ジャック・ベッツ）、ゴードン・ミッチェル、クラウス・キンスキー、ジェフ・キャメロン、ジャンカルロ・プレテ、デニス・コルト（ベニート・パチフィーコ）出演
1972年
・『自転車紳士西部へ行く』（クレジット無し）（未/テレビ放映）E・B・クラッチャー（エンツォ・バルボーニ）監督、テレンス・ヒル、ハリー・ケリー・ジュニア、グレゴリー・ウォルコット出演
1977年
・『㊙ナチス残酷物語/アフリカ拷問収容所』(未/ビデオ)（徳間コミュニケーションズから発売済み）イワン・カサンスキー（ルイジ・バッツェラ）監督、リチャード・ハリスン、ゴードン・ミッチェル出演
1979年
・『華麗なる相続人』（CIC/ビクターから発売済み）テレンス・ヤング監督、オードリー・ヘプバーン、ベン・ギャッツァーラ、ジェームズ・メースン、ロミー・シュナイダー、オマー・シャリフ、モーリス・ロネ、ゲルト・フレーベ出演
1980年
・『悦びの島』（未ソフト化）
1982年
・『プリズン・ボンバー/地獄のサティアン』(未/ビデオ)（アルバトロスから発売済み）クルト・ラーブ監督、ウド・キアー、カール・オットー・アルバーティー出演
1983年
・『地獄の報酬/ベトナム捕虜救出作戦』(未/ビデオ)（キング・ビデオ/東北新社から発売済み）ジョン・ゲール（ジュン・ガラルド）監督、リチャード・ハリスン、ロマーノ・クリストフ、ジム・ゲインズ、ドン・ゴードン・ベル、マイケル・ジェームズ、キャロル・ロバーツ（テッチー・アグバヤーニ）、マイク・コーエン、トニー・マックィーン出演
・『復讐！炎のコマンド』（未/ビデオ）（日本コロムビアから発売済み）テディー・ページ監督、リチャード・ハリスン、ブルース・バロン、ジム・ゲインズ、ルエル・ヴァーナル出演
・『トルネード』（クレジット無し）(未/ビデオ)（パック・インから発売済み）アンソニー・M・ドースン（アントニオ・マルゲリーティ）監督、ティモシー・ブレント（ジャンカルロ・プレテ）、トニー・マーシナ（アントニオ・マルシーナ）、アラン・コリンズ（ルチアーノ・ピゴッツィ）、ロマーノ・クリストフ、マイケル・ジェームズ、デーヴィッド・ライト出演
・『レイダース・オブ・アトランティス』（未ソフト化）ロジャー・ロックフェラー（ルッジェロ・デオダート）監督、クリストファー・コネリー、トニー・キング、ジョージ・ヒルトン、イワン・ラシモフ、ブルース・バロン、マイケル・ソアーヴィ（ミケーレ・ソアーヴィ）出演
1984年
・『地獄の処刑人』(未/ビデオ)（東宝から発売済み）テディー・ページ監督、リチャード・ハリスン、ハイメ・ゲインズ（ジム・ゲインズ）、ディック・イスラエル出演
・『ジャングル・レイダース/黄金のレジェンド』(未/ビデオ）（HRS/フナイから発売済み）アンソニー・M・ドースン（アントニオ・マルゲリーティ）監督、クリストファー・コネリー、マリナ・コスタ、リー・ヴァン・クリーフ、アラン・コリンズ（ルチアーノ・ピゴッツィ）、マイケル・ジェームズ、プロタシオ・ディー、スティーヴ・ロジャース出演
・『明日なき最前線/スラッシュ』（未/ビデオ）（松竹から発売済み）ジョン・ゲール（ジュン・ガラルド）監督、ロン・クリストフ（ロマーノ・クリストフ）出演
・『ニンジャ・フォース』（未/ビデオ）（松竹から発売済み）ロマーノ・クリストフ、テディー・ページ共同監督、ロマーノ・クリストフ、渡辺ケン、トニー・カレオン、ジム・ゲインズ出演
・『ダーティ・プロフェッショナル』（未/ビデオ）（CIC/ビクターから発売済み）ジョン・ロイド（テディー・ページ）監督、ブルース・バロン、ロバート・メースン（ロバート・マリウス）、ドン・ホルツ出演
・『プラトーン・コマンド/地獄のレクイエム』（クレジット無し）（未/ビデオ）（日本コロムビアから発売済み）ヴィットリオ・デ・ロメロ、ジュン・ガラルド（クレジット無し）共同監督、ウォーレン・フレミング、スティーヴ・ロジャース、ジョーニー・ガンボア、ヴィック・ディアス出演
1985年
・『ニンジャウォリアーズ』（未/ビデオ）（松竹から発売済み）ジョン・ロイド（テディー・ページ）監督、ロン・マルチーニ、ロマーノ・クリストフ、渡辺ケン、マイク・コーエン、ニック・ニコルスン出演
・『ダブル・ファイター/復讐の戦士』（未/ビデオ）（徳間コミュニケーションズから発売済み）テディー・ページ監督、マックス・セーヤー、ニック・ニコルスン出演
・『コマンドー・レオパルド（コマンドー軍団2）』（クレジット無し）（未/ビデオ/テレビ放映＝テレビ東京・木曜洋画劇場枠）（大映から発売済み）アンソニー・M・ドースン（アントニオ・マルゲリーティ）監督、リュウイス・コリンズ、クラウス・キンスキー、マンフレッド・レーマン、ジョン・スタイナー、マイケル・ジェームズ出演
・『戦場のサムライ』(未/ビデオ)（東芝映像から発売済み）チャーリー・オルドネス、ニック・カカス共同監督、ロン・マルチーニ、マリリン・バウティスタ、マイク・コーエン、ロバート・マリウス出演
1986年
・『ストライク・コマンドー（地獄のバトル・コマンドー）』（クレジット無し）（未/ビデオ/テレビ放映＝テレビ朝日・日曜洋画劇場枠、北陸放送・名画招待席枠1992年、テレビ東京・午後のロードショー枠1996年）（CIC/ビクターから発売済み）ヴィンセント・ドーン（ブルーノ・マッテイ）監督、レブ・ブラウン、クリストファー・コネリー、アラン・コリンズ（ルチアーノ・ピゴッツィ）、ジェームズ・ゲイナーズ（ジム・ゲインズ）、マッシモ・ヴァンニ、デーヴィッド・ブラス、マイケル・ウェルボーン、フィリップ・ゴードン、ルネ・アバデーサ出演
・『ローンウルフ/怒りの戦場』(未/ビデオ)（松竹から発売済み）テディー・ページ監督、ロバート・メースン（ロバート・マリウス）、ジム・ゲインズ、ニック・ニコルスン、マーティン・ケーシー（ロニー・パタースン）、ダン・ディー（プロタシオ・ディー）出演
・『炸裂！復讐のヒーロー』(未/ビデオ)（東映/東北新社から発売済み）J・C・ミラー（ジュン・P・カブレイラ）監督、マックス・セーヤー、ジョン・ドレスデン、ニック・ニコルスン出演
・『アマゾネス刑事/死の標的』(未/ビデオ)（東映/東北新社から発売済み）シリオ・H・サンティアゴ監督、セク・ヴァレル、ジョー・マリ・アヴェラーナ、フレデリック・ベイリー出演
・『バトル・ウォーズ』(未/ビデオ/テレビ放映＝北陸放送・名画招待席枠1992年)（チャンネルコミュニケーションズから発売済み）ロマーノ・スカヴォリーニ監督、クライヴ・ウッド、ロバート・ハウフレクト、ベアード・スタッフォー、ロマーノ・クリストフ、ロバート・マリウス、ニック・ニコルスン、ジム・ゲインズ出演
1987年
・『ファントム・ソルジャー』（日本コロムビアから発売済み）アーヴィン・ジョンスン（テディー・ページ）、ジム・ゲインズ（クレジット無し）共同監督、マックス・セーヤー、コーウィン・スペリー、ジム・ゲインズ、デーヴィッド・ライト、デーヴィッド・アンダースン出演
・『砂漠の戦士/テロ・ファイター』（ヘラルド/東芝映像から発売済み）リチャード・スミス監督、アンソニー・アロンゾ、マーク・ギル、ニック・ニコルスン、エディー・ガーラン出演
・『タフ・コップ/マイアミ・コネクション』(未/ビデオ)（日本コロムビアから発売済み）ドミニク・エルモ・スミス監督、ロム・クリストフ（ロマーノ・クリストフ）、ジミー・B・ジュニア（ジェームズ・ブリッジス・ジュニア）出演
・『ダブル・ターゲット』(未/ビデオ)（CIC/ビクターから発売済み）ヴィンセント・ドーン（ブルーノ・マッテイ）監督、マイルズ・オキーフ、ボー・スヴェンスン、ドナルド・プレザンス、リチャード・レイモンド（オッタヴィアーノ・デラクア）、アレックス・マクブライド（マッシモ・ヴァンニ）、アラン・コリンズ（ルチアーノ・ピゴッツィ）出演
・『地獄のフォーカス』(未/ビデオ)（徳間コミュニケーションズから発売済み）テッド・ジョンスン（テディー・ページ）監督、ボー・スヴェンスン、ロバート・メースン（ロバート・マリウス）、ジム・ゲインズ出演
・『ザ・コマンダー/死からの脱出』（東芝映像から発売済み）ポール・D・ロビンスン（イグナチオ・ドルチェ）監督、クレイグ・アラン、デーヴィッド・ライト、マックス・ラウレル、渡辺ケン出演
・『アイ・オブ・ザ・イーグル』(未/ビデオ)（CBS/フォックスから発売済み）シリオ・H・サンティアゴ監督、ブレット・クラーク（ブレット・バクスター・クラーク）、ロバート・パトリック、セク・ヴァレル、ウィリアム・スタイス、エド・クリック、レイ・マロンソ出演
・『サンドー/地獄の勇者』(Vシネマ)（大陸書房から発売済み）渡辺ケン監督、ロマーノ・クリストフ出演
・『ジャングル・ラッツ』(未/ビデオ)（CIC/ビクターから発売済み）アーヴィン・ジョンスン（テディー・ページ）監督、ロム・クリストフ、ジム・ゲインズ、リチャード・キング、マイケル・ウェルボーン、ジェリー・ベイリー、デーヴィッド・アンダースン、ロニー・パタースン、ポール・ヴァンス、メル・デーヴィッドスン出演
1988年
・『ヘル・ミッション/怒りの奪還』（未/ビデオ)（CIC/ビクターから発売済み）ジョン・ライアン・グレース（タータ・エステバン）監督、ジョージ・ニコラス、エリック・ハーン出演
・『グッバイ・ベトナム』(未/ビデオ)（RCA/コロンビアから発売済み）カール・フランクリン監督、シリオ・H・サンティアゴ製作、ロナルド・ウィリアム・ローレンス、アンディー・ウッド出演
・『バイオレンス・ハンター/黄金の謎』（クレジット無し）（東芝映像から発売済み）テッド・カプラン（フェルディナンド・バルディ）監督、ピーター・フートン、マーク・グレゴリー、ロム・クリストフ、スティーヴ・エリオット（ベニート・ステファネッリ）出演
・『ラストプラトーン』(未/ビデオ/テレビ放映＝東京放送・水曜ロードショー枠1991年)（TDKコアから発売済み）ポール・D・ロビンスン（イグナチオ・ドルチェ）監督、リチャード・ハッチ、ドナルド・プレザンス、ヴァッシリ・カリス出演
・『サンゲリア2』(未/ビデオ)（徳間ジャパンから発売済み）ルチオ・フルチ、ブルーノ・マッテイ（クレジット無し）、クラウディオ・フラガッソ（クレジット無し）共同監督、デラン・サラフィアン、アレックス・マクブライド（マッシモ・ヴァンニ）、リチャード・レイモンド（オッタヴィアーノ・デラクア）、ロバート・マリウス出演
・『サイゴン野獣刑事』(クレジット無し)（東芝映像から発売済み）ボブ・ハンター（ブルーノ・マッテイ）監督、ブレント・ハッフ、マックス・ラウレル、ロバート・マリウス、ヴェルナー・ポチャス、ロマーノ・プッポ、アレックス・マクブライド（マッシモ・ヴァンニ）、アラン・コリンズ（ルチアーノ・ピゴッツィ→出演場面カット/クレジットのみ）、ブレット・ハルゼイ、ジム・ゲインズ、ドン・ウィルスン、ジェフ・グリフィス、マイケル・ウェルボーン出演
・『マッド・ソルジャー/裏切りの戦場』(未/ビデオ)（徳間コミュニケーションズから発売済み）アントニオ・ペレス監督、ロバート・マリウス、ジェフ・グリフィス、ポール・ホームズ、エディー・ガーラン出演
・『怒りのコマンドー』(未/ビデオ)（CIC/ビクターから発売済み）ジョン・ゲール（ジュン・ガラルド）監督、レブ・ブラウン、シャノン・トゥイード出演
・『デザート・ウォリアー』(未/ビデオ)（チャンネルコミュニケーションズから発売済み）ジム・ゴールドマン（ジュン・ガラルド）監督、ルー・フェリーニョ出演
・『野獣軍団/ファントム・レイダース』（未/ビデオ）（徳間コミュニケーションズから発売済み）ソニー・サンダース監督、マイルズ・オキーフ出演
・『ゴリラ・フォース』（未/ビデオ）（日本クラウンから発売済み）エディー・ロメロ監督、サム・ジョーンズ出演
1989年
・『ザ・コマンダー』（クレジット無し）（未ソフト化）（輸入ビデオ）アンソニー・M・ドースン（アントニオ・マルゲリーティ）監督、リュウイス・コリンズ、リー・ヴァン・クリーフ、ドナルド・プレザンス、ジョン・スタイナー、ブレット・ハルゼイ、ロマーノ・プッポ出演
・『地獄の爆走/ブラッド・チェイス』(未/ビデオ)（徳間コミュニケーションズから発売済み）テッド・ジョンスン（テディー・ページ）監督、アンドリュウ・スティーヴンス、カレン・シェパード出演
・『ブラックコブラ2』（東芝映像から発売済み）ダン・エドワーズ（エドゥアルド・マルゲリーティ）監督、フレッド・ウィリアムスン、ニコラス・ハモンド、レオポルド・サルセド出演
・『リゲイン/奪還!地獄のコマンドー』（クレジット無し）(未/ビデオ)（TDKコアから発売済み）ポール・D・ロビンスン（イグナチオ・ドルチェ）監督、レブ・ブラウン、チャック・コナーズ、ミシェル・ダーン出演
・『トライゴン・ファイヤー』（未/ビデオ）（東芝映像から発売済み）ジョン・ロイド（テディー・ページ）監督、サム・ジョーンズ出演
1990年
・『ブラック・コブラ3』(未/ビデオ)（徳間コミュニケーションズから発売済み）ダン・エドワーズ（エドゥアルド・マルゲリーティ）監督、アントニオ・マルゲリーティ特殊効果、フレッド・ウィリアムスン出演
・『バトル・ギース/地獄の救出指令』(未/ビデオ)（ハミングバード/ビクター音楽産業から発売済み）アーヴィン・ジョンスン（テディー・ページ）監督、コーウィン・スペリー、アンドレア・ラマッシュ、ジム・ゲインズ、アラン・コリンズ（出演場面カット/クレジットのみ）、レオ・ガンボア出演
・『女バトル・ドッグ/地獄の逃走迷路』(未/ビデオ)（ハミングバード/ビクター音楽産業から発売済み）、デーヴィッド・ハント（デーヴィッド・ハン）監督、アンドレア・ラマッシュ、コーウィン・スペリー、ロバート・マリウス、アンソニー・イースト、ジェームズ・パオッレッリ、ネッド・ホーラニ出演
1991年
・『ブルドッグ』（日本コロムビアから発売済み）渡辺ケン監督、ディック梶原（梶原和男）製作総指揮、ロム・クリストフ、ジェフ・グリフィス、マイケル・ウェルボーン、倉田保昭、小野進也、リチャード・ハリスン、スパンキー・マニカン、レオ・ガンボア出演
1992年
・『ブローバック2/夕陽のギャングたち』(Vシネマ)（ジャパンホームビデオから発売済み）室賀厚監督、竹内力、菅田俊出演
・『ラストプラトーン2』（クレジット無し）（未/ビデオ/テレビ放映＝テレビ東京・1995年）（東芝EMIから発売済み）シリオ・H・サンティアゴ監督、ジャン＝マイケル・ヴィンセント、エーブ・ロティマー、ヴィック・トレヴィーノ、ニック・ニコルスン出演
・『ファイティング・スピリット』（未ソフト化）ジョン・ロイド（テディー・ページ）監督、ローレン・アヴェドン、ショーン・P・ドナヒュー出演
1993年
・『怒り』（未ソフト化）アンソニー・マハラジ監督、メナハム・ゴーラン製作総指揮、ニック・ニコルスン製作協力、リチャード・ノートン、ジョー・マリ・アヴェラーナ、テッチー・アグバヤーニ、ロン・ヴリーケン出演
・『エターナル・フィスト』(未/ビデオ）（東和から発売済み）アーヴィン・ジョンスン（テディー・ページ）監督、デール・アポロ・クック、シンシア・カーン、ドン・ナカヤ・ニールセン、ジム・ゲインズ、ニック・ニコルスン、クリス・アグィラー、ネッド・ホーラニ出演
・『爆裂!!Mコネクション/ザ・ファイナル・シューティング』（Vシネマ）(出演場面カット、クレジットのみ)（スコラから発売済み）村上里佳子、羽賀研二、ネッド・ホーラニ、横須賀昌美出演
1994年
・『愛の迷宮』（未ソフト化）ジョー・ダマート監督
2003年
・『食人族2』（未/ビデオ/DVD）ヴィンセント・ドーン（ブルーノ・マッテイ）監督
2006年
・『墓』（未ソフト化）デーヴィッド・ハント（ブルーノ・マッテイ）監督
・『プリズンアイランド/拷問地獄女刑務所』（未/DVD）ヴィンセント・ドーン（ブルーノ・マッテイ）監督
2007年

・『アイランド・オブ・ザ・デッド』（未/DVD）ヴィンセント・ドーン（ブルーノ・マッテイ）監督
- Five for Hell (1969)
- Man of the East (1972)
- Dr. Frankenstein's Castle of Freaks (1974)
- Achtung! The Desert Tigers (1977)
- Fireback (credited as a 1978 film on IMDb, more likely from the early '80s)
- The Atlantis Interceptors (1983)
- Blood Debts AKA Eliminator (1983)
- Intrusion Cambodia AKA Rescue Team (1984)
- Slash (1984)
- Ninja's Force (1985)
- Ninja Warriors (1985)
- Captain Yankee (1985)
- Strike Commando (1987)
- Phantom Soldiers (1987)
- Black Cobra 2 (1988)
- Zombi 3 (1988)
- Dog Tags (1990)
- Mondo Cannibale (2003)
- The Tomb (2004)

## 引用
- 「彼は普通の清涼飲料ストローを武器に変えることができます。」 （ファイアバック）